# Sphecodes ohtsukius
Sphecodes ohtsukius là một loài Hymenoptera trong họ Halictidae. Loài này được Tsuneki mô tả khoa học năm 1984.